# 대한민국 헌법 제81조
대한민국 헌법 제81조는 대한민국 헌법의 조항이다.

## 본문
대통령은 국회에 출석하여 발언하거나 서한으로 의견을 표시할 수 있다.

## 내용
대통령의 국회 출석과 발언, 서한 전달에 관한 내용이다.

## 같이 보기
- 대한민국 헌법 제4장 제1절